# Jakartovice (železniční zastávka)
Jakartovice jsou nákladiště a zastávka (dříve dopravna D3) ve východní části obce Jakartovice v okrese Opava. Zastávka leží v km 20,826 jednokolejné Opava východ – Svobodné Heřmanice mezi dopravnami Mladecko a Svobodné Heřmanice.

## Historie
Nádraží s tehdejším německým názvem Eckersdorf bylo dáno do provozu 29. června 1892, tedy současně se zprovozněním tratě z Opavy do Horního Benešova. Od roku 1918 už se používá české pojmenování Jakartovice, výjimkou bylo pouze období let 1938 až 1945, kdy se nejdříve vrátilo původní německé označení Eckersdorf, které bylo v roce 1943 upraveno na Eckersdorf (Sudetenland).
Ještě v jízdním řádu platném od 15. prosince 2019 se jednalo o dopravnu D3, ale v jízdním řádu platném od 13. prosince 2020 už byly Jakartovice „jen“ zastávka a nákladiště.

## Popis nákladiště a zastávky

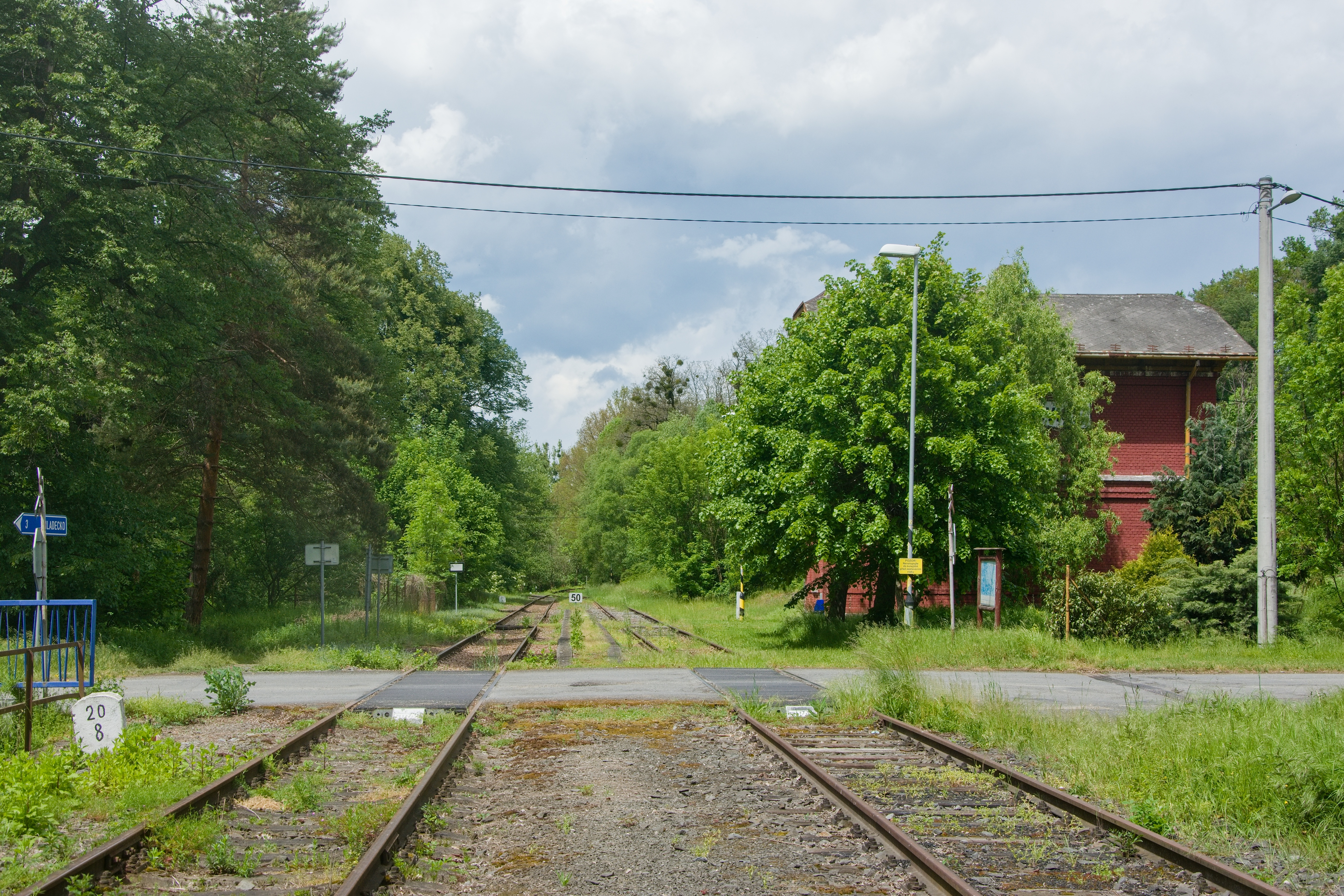
Celkový pohled na zastávku a nákladiště

V nákladišti a zastávce Jakartovice je kromě traťové koleje rovněž manipulační kolej č. 2, která je do traťové koleje zapojena oboustranně dvěma ručně přestavovanými výhybkami. Na koncích manipulační koleje se nacházejí výkolejky. V době, kdy byly Jakartovice dopravnou D3, byly kryty lichoběžníkovými tabulkami umístěnými v km 20,611 (od Mladecka) a 21,065 (od Svobodných Heřmanic).
U traťové koleje je zřízeno vnitřní jednostranné nástupiště o délce 43 m s nástupní hranou ve výšce 200 mm nad temenem kolejnice, příchod na nástupiště je úrovňový přes manipulační kolej č. 2. Výpravní budova je v téměř původním stavu z doby výstavby trati. Jedná se o typizovanou výpravní budovu IV. třídy Severní dráhy. Budova je uzavřená, v dopravně není ani přístřešek pro cestující.
U zastávky směrem na Mladecko se v km 20,792 nachází přejezd P7853 zabezpečený výstražnými kříži. Přejezd je dvoukolejný, neboť na něm silnice II/460 kříží traťovou koleje i manipulační kolej č. 2.